# کاف الجاع
کاف الجاع (به عربی: کاف الجاع) یک روستا در سوریه است که در استان طرطوس واقع شده‌است. کاف الجاع ۲٬۰۶۸ نفر جمعیت دارد.